# ویتو آکونچی

تصادف، ۱۹۸۵

چهره زمین، شماره ۳ ، مجسمه سازی توسط آکونچی، ۱۹۸۸

شهر کلمات ، چاپ سنگی توسط آکونچی، ۱۹۹۹

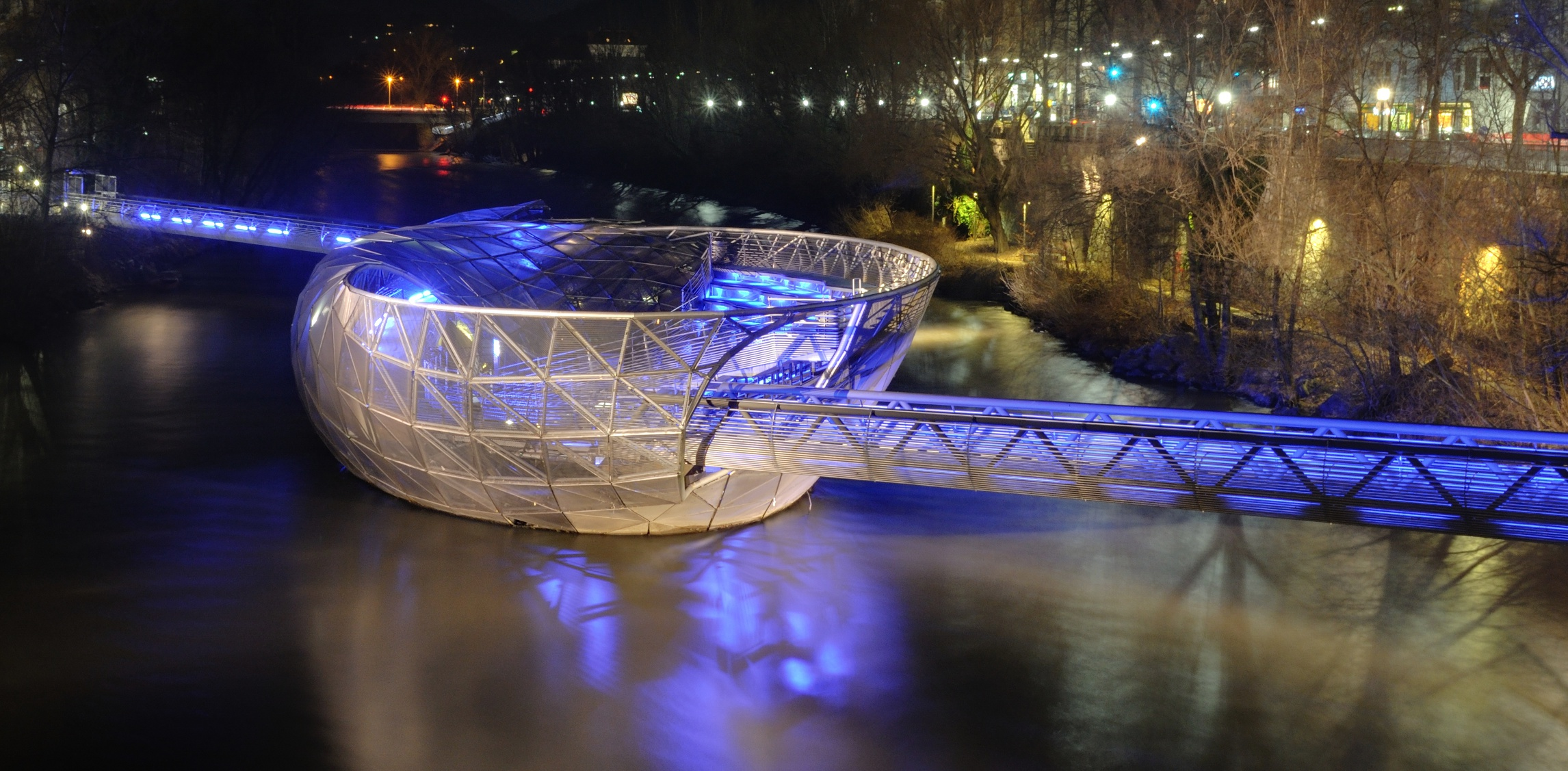
مورینزل (در شب) در گراتس، اتریش

ویتو آکونچی (Vito Acconci به ایتالیایی: [ˈvi:to akˈkontʃi]) (زاده‌ی ۲۴ ژانویه ۱۹۴۰ - درگذشته‌ی ۲۷ آوریل ۲۰۱۷)   یک هنرمند در پرفورمنس آمریکایی، ویدیو و چیدمان بود. آثار او در مجسمه‌سازی، طراحی معماری و طراحی منظره جای می‌گیرند. ویژگی بنیادی آثار او را می‌توان با «اضطراب وجودی»، ناراحتی، تجاوز، تحریک و همچنین شوخ طبعی و جسارت مشخص کرد ؛ در حالی که گاهی از مرزهای رایج مفاهیم عمومی-خصوصی، دنیای واقعی-دنیای هنری و ایده‌های مورد اجماع و غیرقابل‌اجماع عبور می‌کند.  کارهای او برای آثار هنرمندانی مثل لوری اندرسون، کارن فینلی، بروس نومان و تریسی امین تاثیرگذار بوده است. 
آکونچی در ابتدا به شعرهای رادیکال علاقه‌مند بود اما در اواخر دهه ۶۰ میلادی، او پرفورمنس‌های خود را در خیابان و برای گروه‌های کوچک مخاطبان آغاز کرد. این اجراها تحت تاثیر جنبش موقعیت‌گرای بین‌الملل بود دو اثر مشهور او با نام‌های «قطعه‌ی دنبال‌کننده» (Follwong piece) در ۱۹۶۹ و «بستر بذر» (Seedbed) در ۱۹۷۲ مورد توجه قرار گرفت. 
در اثر قطعه‌ی دنبال‌کننده او رهگذران خیابان‌های نیویورک را به صورت تصادفی انتخاب می‌کرد و تا جایی که می‌توانست آن‌ها را دنبال می‌کرد. اثر دیگر او (بستر بذر) اما در یک گالری اتفاق می‌افتاد. در این پرفورمنس او در جایگاهی پایین‌تر از محل عبور بازدیدکنندگان قرا گرفته بود و با الهام از صداهای محیط در حالی که صدایش برای مخاطبان پخش می‌شد، خودارضایی می‌کرد. 
در اواخر دهه ۱۹۷۰ او به مجسمه‌سازی، معماری و طراحی روی آورد و مقیاس کارهایش را بسیار افزایش داد.  در طی دو دهه آینده او آثار هنری و پارک‌های عمومی، مناطق استراحت فرودگاهی، جزایر مصنوعی و سایر پروژه‌های معماری را توسعه داد. آثار قابل توجه این دوره از زندگی آکونچی عبارتند از: جزیره شخصی (هلند، ۱۹۹۴)؛ گذر از طریق دیوار (میلواکی، ۱۹۹۸) و مورینزل (اتریش، ۲۰۰۳) و همچنین نمایشگاه مروری بر آثار هنرمند که در موزه اشتدلیک آمستردام (۱۹۷۸) و موزه هنرهای معاصر شیکاگو (۱۹۸۰) برگزار شد. آثار این هنرمند در مجموعه‌های عمومی زیادی از جمله موزه هنرهای مدرن و موزه ویتنی هنر نمایش داده شد. او در طول دوره‌ی فعالیت خود از کمک‌هزینه بنیاد ملی هنرها در سال‌های ۱۹۷۶، ۱۹۸۰، ۱۹۸۳ و ۱۹۹۳)، بنیاد یادبود جان سیمون گوگنهایم (در سال ۱۹۷۹) و آکادمی آمریکا در رم (در ۱۹۸۶) بهره برده است.  آکونچی علاوه بر کار هنری و طراحی خود، در بسیاری از مؤسسات آموزش عالی نیز تدریس می‌کرد. او سرانجام در ۲۸ آوریل ۲۰۱۷ در سن ۷۷ سالگی در منهتن، آمریکا در ۷۷ سالگی درگذشت. 

## زندگی و کار

### تحصیلات
آکونچی با نام اصلی ویتو هانیبال آکونچی در ۱۹۴۰ میلادی در برونکس، نیویورک متولد شد. او در یک مدرسه کلیسای کاتولیک تحصیل خود را آغاز کرد و در همین شهر به دبیرستان و کالج رفت. او مدرک لیسانس ادبیات را از کالج صلیب مقدس در سال ۱۹۶۲ و مدرک ارشد هنرهای زیبای را از دانشگاه آیووا دریافت کرد. او درباره تحصیلات خود می‌گوید که در طول دوره‌ی تحصیل از کودکستان تا فارغ‌التحصیلی با هیچ زنی هم‌کلاس نبوده است.

### دهه ۶۰ و ۷۰
آاکونچی ابتدا فعالیت هنری خود را به عنوان شاعر در مجله شعر با همکاری با برنادت مایر در اواخر دهه ۶۰ آغاز کرد. این مجله در تیراژ ۱۰۰ تا ۳۵۰ نسخه چاپ می‌شد.   
در اواخر دهه ۱۹۶۰، آکونچی با استفاده از بدن خود به عنوان سوژه‌ای برای عکاسی، فیلم و پرفورمنس فیلم، خود را به عنوان یک ویدیوآرتیست و پرفورمنس معرفی کرد. بیشتر کارهای اولیه‌ی او شامل اظهارنظرهای اجتماعی خرابکارانه بود. در اواسط دهه ۱۹۷۰، آکونچی کارهای خود را در دنیای صوتی-تصویری گسترش داد. 
شاید شناخته شده‌ترین اثر او با نام «بستر بذر» (به انگلیسی: Seedbed) باشد که در ژانویه ۱۹۷۲ طی دو روز اتفاق افتاد.   در این اجرا، هنرمند زیر سطحی از گالری قرار گرفته بود که توسط بازدیدکنندگان قابل مشاهده نبود. در حالی‌که او در لایه‌ی پایینی پنهان بود و با بلندگو صدایش برای مخاطبان پخش می‌شد. او در این اجرا خیال‌پردازی‌های خود را درباره بازدیدکننده‌هایی که بالای سر او روی سطح شیب دار قدم می‌زدند، بازگو می‌کرد و در این حال با تصورات خود خودارضایی می‌کرد.  یکی از انگیزه های بستر بذر این بود که مردم را در تولید اثر با ایجاد موقعیت متقابل بین هنرمند و بیننده درگیر کند.  
سیندی نمرز، نخستین منتقد هنری بود که در سال ۱۹۷۱ در مورد آکونچی در مجله هنرها صحبت کرد. نمرسر بعداً مصاحبه‌ای با آکونچی انجام داد که روی جلد مجله هنر منتشر شد. در مقاله‌ی «ویدئو: زیبایی شناسی خودشیفتگی»، روزالیند کراس به جنبه‌های خودشیفتگی مشهود در کارهای ویدئویی آکونچی اشاره می‌کند. او می‌گوید در یک قطعه ویدیوئی که این هنرمند ساخته است، او در حالی دیده می‌شود که ۲۵ دقیقه به طور مستقیم به خودش اشاره می‌کند. آکونچی با این کار ژست مزخرفی را رقم می‌زند که از ابتدای قرن بیستم جنبه‌های مهم یک اثر هنری را نشان می‌دهد. کراوس همچنین در توضیح مبانی روان‌شناختی عملکردهای ویدئویی در مقایسه با مباحث مربوط به هنر شیء (Object Art) صحبت می‌کند. 

### دهه ۱۹۸۰
در دهه ۱۹۸۰، آکونچی به تولید مجسمه و سازه‌های دائمی روی آورد. در این مدت او از بازدیدکننده‌ها دعوت می‌کرد تا با استفاده از ماشین‌آلاتی که در اختیارشان قرار گرفته بود، آثار هنری خلق کنند. یکی از بارزترین نمونه‌های این کارها اثر موقت «خانه‌ی فوری» نام داشت که برای اولین‌بار در ۱۹۸۰ ایجاد شد و اخیراً در تابستان ۲۰۱۲ در موزه هنرهای معاصر سن‌دیه‌گو به نمایش گذاشته شد.  سپس در ژانویه ۱۹۸۳، آکونچی به عنوان هنرمند مدعو در کالج میدلبری مشغول فعالیت شد. در این مدت او اثر ایستگاه اول (اتاق مطالعه) را که اولین سازه‌ی دائمی او بود به اتمام رساند. این کار جنجال بزرگی را در این دانشکده برانگیخت و سرانجام در سال ۱۹۸۵ آتش گرفت و نابود شد. با این وجود در این دوره آکونچی بیشتر به عنوان معمار و نه مجسمه‌ساز شناخته شد. او در اواخر دهه ۸۰ به ایجاد مبلمان و نمونه‌های اولیه منازل و باغ‌ها روی آورد و در سال ۱۹۸۸ استودیوی آکونچی (Acconci) را تأسیس کرد که به طراحی و ساخت تئوریک توجه داشت. استودیوی آکونچی در خیابان جی در بروکلین واقع شده است. 
آکونچی فروشگاه بامبو یونایتد را در سال ۲۰۰۳ در توکیو طراحی کرد در سال ۲۰۰۶ نیز با پروژه‌ای در زمینه طراحی مفهومی برای خودروی هنری تعاملی Mister Artsee در گراتس ، اتریش همکاری کرد. 
این هنرمند روی معماری و طراحی منظر متمرکز شده است که فضای عمومی و خصوصی را ادغام می‌کند. یک نمونه از این موارد «اثر گذر از دیوار» است که از مرزهای ساختاری مرکز ویسکانسین در میلواکی، ویسکانسین عبور می‌کند و در هر دو انتها صندلی می‌گذارد. نمونه‌ای از این علاقه در فضای خصوصی-عمومی، همکاری او با معمار استیون هال در انجام پروژه ساختمانی مشترک برای استورفرانت است. این پروژه نمای موجود را با مجموعه‌ای از دوازده پنل جایگزین کرد که به صورت عمودی یا افقی می‌چرخد تا کل گالری را مستقیماً در خیابان باز کند. این پروژه مرز بین فضای داخلی و خارجی را تار می‌کند و با قرار دادن پنل‌ها در پیکربندی‌های مختلف، تعداد زیادی از نمایه‌های مختلف ممکن را ایجاد می‌کند و هم اکنون به عنوان یک نقطه عطف معماری معاصر در نظر گرفته می‌شود. نمونه‌ی دیگر از آثار آکونچی «دیوار کثیف»(۱۹۹۲) نام دارد که در مرکز هنری و علوم انسانی آروادا در کلرادو قرار دارد. این دیوار از مرکز آروادا شروع می‌شود و از داخل امتداد می‌یابد و تا ارتفاع ۷.۳ متر از سطح زمین بالا می‌رود. دیوار شیشه‌ای و فولادی حاوی مخلوطی از سنگ آتشفشانی، انواع مختلف شن و ماسه، دولومیت قرمز و خاک، سطحی است که از طریق صفحات شیشه‌ای قابل مشاهده است و نشان‌دهنده‌ی چیزی است که زیر زمین است یا خارج از زمین. 

### دهه ۲۰۰۰
از کارهای بعدی او Lobby-for-the-Time-Being نام دارد. این اثر از سال ۲۰۰۹ در لابی شمالی موزه هنرهای برانکس نصب شده است. این لابی با یک توری از کورین سفید و یک دیوار طولانی عایق تشکیل شده است. 
در سال ۲۰۰۸ آکونچی در مصاحبه با برایان شروین درباره‌ی اجرای «بستر بذر» صحبت مفصلی کرد. ویتو در مورد عنوان اثر (بستر بذر) با عملکرد آن می‌گوید: من می‌دانستم هدف من از این کار این است که بذری را تولید کنم و می‌خواستم فضایی که در آن قرار داشتم به یک زمینه برای تولید بذر تبدیل شود. برای تولید مجبور شدم خودارضایی کنم و برای خودارضایی باید خودم را تحریک می‌کردم.
در سال ۲۰۱۰، آکونچی اثر «آبشار بیرون و داخل» را در مرکز بازدید کنندگان کارخانه تصفیه فاضلاب Newtown Creek در گرین پوین ، بروکلین بود ، به اتمام رساند. بخشی از این اثر در داخل بنا است و بخشی از آن در فضای باز است. 
در سال ۲۰۱۳، اثر ایستگاه شماره ۱ (اتاق مطالعه) که در سال ۱۹۸۵ ساخته شده بود بر اثر خرابکاری آسیب دید. سپس به همراه یک نمایشگاه در موزه کالج میدلبری مجدداً نصب شد. 
در سال ۲۰۱۴، آکونچی در یک ویدئوی تولید شده توسط مارک سانتوحاضر شد ودر آن در مورد چند پروژه مورد علاقه خود که هرگز به پایان نرسید، صحبت کرد؛ از جمله یک پارک اسکیت در سن خوزه و یک موزه سوزن در ایچیهارا ، ژاپن.

## تدریس
آکونچی در طول عمر خود در بسیاری از موسسات از جمله کالج هنر و طراحی نوا اسکوشیا، هالیفاکس موسسه هنری سان فرانسیسکو، انستیتوی هنر کالیفرنیا، مدرسه هنر شیکاگو، دانشگاه ییل، دانشگاه آیووا، موسسه پرت و دانشکده طراحی پارسونز تدریس کرد. 

## زندگی شخصی و مرگ
آکونچی در دهه دهه ۶۰ میلادی با رزماری مایر، هنرمند آمریکایی ازدواج کرده بود.
آکونچی در ۲۸ آوریل ۲۰۱۷ درگذشت. او در زمان مرگ ۷۷ سال داشت و در کنار همسرش ماریا آکونچی زندگی می‌کرد.. علت مرگ او هیچ‌وقت منتشر نشد.